# Guldbjerg Sogn
Guldbjerg Sogn er et sogn i Bogense Provsti (Fyens Stift).
I 1800-tallet var Nørre Sandager Sogn anneks til Guldbjerg Sogn. Begge sogne hørte til Skovby Herred i Odense Amt. Guldbjerg-Nørre Sandager sognekommune blev ved kommunalreformen i 1970 indlemmet i Bogense Kommune, der ved strukturreformen i 2007 indgik i Nordfyns Kommune.
I Guldbjerg Sogn ligger Guldbjerg Kirke.
I sognet findes følgende autoriserede stednavne:
- Guldbjerg (bebyggelse)
- Kolshave (bebyggelse, ejerlav)
- Nordskov (bebyggelse, ejerlav)
- Reveldrup (bebyggelse, ejerlav)
- Rækkehuse  (bebyggelse)
- Smidstrup (bebyggelse, ejerlav)